# Kom till måltid
Kom till måltid är en nattvardspsalm med text skriven 1980 av Ivar Karlstrand och musik skriven 1981 av Lars Tillenius.

## Publicerad i
- Psalmer och sånger 1987 som nr 436 under rubriken "Kyrkan och nådemedlen - Nattvarden".[1]